# Good to Be
Good to Be is een nummer van de Amerikaanse singer-songwriter Mark Ambor uit 2023.
"Good to Be" is een vrolijk popliedje met als boodschap om 'het leven te vieren'. De plaat won aan populariteit door TikTok. Hoewel het nummer in Amerika geen hitlijsten bereikte, werd het wel een hit in het Nederlandse taalgebied. In de Nederlandse Top 40 kwam het tot de 8e positie, en in de Vlaamse Ultratop 50 tot de 10e.

## Tracklijst
Muziekdownload
1. "Good to Be" - 2:27